# O Abade Tigrane
O Abade Tigrane (no original em francês, L'Abbé Tigrane) é uma obra literária do escritor francês Ferdinand Fabre.
O autor mostra que o abade Capdemont Tigrane não passa de uma alcunha derivada de tigre, um homem feroz e ambicioso. Este Tigrane, antigo porteiro, é obcecado pela memória do Papa Sisto V. Feito superior do grande seminário de Lormière, pensa em ser bispo.
Fabre desenha magistralmente o génio sombrio desta ambiciosa personagem, as suas raivas,  os seus desesperos, o báculo, a mitra e o anel que a igreja é muito lenta em lho dar.
Escusado é dizer que Tigrane derruba todos os obstáculos que se encontram na sua passagem. Substituo primeiro o seu bispo, morto de apoplexia e depois é nomeado arcebispo. O romance termina quando Tigrane, feito cardeal, lança os olhos para mais alto: é a tiara que Tigrane deseja.
Esta obra, que data de 1873, é notável pela profundeza da concepção.